# Ospedale delle Donne
L'ospedale delle Donne è un complesso ospedaliero di Roma sito in piazza San Giovanni in Laterano (Rione I Monti), con ingressi in via Merulana s.n. e via San Giovanni in Laterano, 155.
È addossato all'Acquedotto di Nerone, che derivava l'Aqua Claudia attraverso il Celio verso la Domus Aurea, all'inizio della via di San Giovanni in Laterano.

## Storia
L'origine del nosocomio è assai antica. Già nella prima metà del Duecento fu ampliato e restaurato dal cardinale Giovanni Colonna, titolare della basilica di Santa Prassede; nel 1655 fu completamente ricostruito dall'architetto Giovanni Antonio De Rossi, cui fu raccomandato, per motivi economici, di utilizzare per quanto possibile le antiche strutture. Queste limitazioni hanno condizionato la pianta del complesso, formato da un lungo edificio al cui interno era una sola corsia con due file di letti addossati alla parete. La luce proveniva da file di finestroni aperti sui lati lunghi.
La facciata sulla piazza fu completata, pur seguendo il progetto originale, solo nel Settecento. L'architetto aveva realizzato un portico esterno lungo il fianco sinistro dell'edificio e una gradinata a scalini bassi praticabile dalle bestie da soma, per gli approvvigionamenti dei magazzini. Nel 1721 un editto della Congregazione della sacra visita apostolica stabiliva che l'ospedale era riservato alla cura delle sole donne, mentre agli uomini veniva assegnato l'ospedale di Santo Spirito. A quel tempo la corsia era stata già raddoppiata con una fila di letti lungo l'asse centrale dell'edificio.
Il complesso è stato più volte ristrutturato, con la costruzione di divisori interni alla corsia, la scomparsa del portico esterno e l'edificazione di altri padiglioni ospedalieri. In occasione del Giubileo del 2000, su progetto degli architetti Paolo Portoghesi e Francesco Pontoriero, si è provveduto sia alla costruzione di una scala esterna di sicurezza, situata sul lato destro della corsia alla metà circa della lunghezza, sia al restauro delle facciate con la ripresa del portico laterale, ricostituito con putrelle al posto delle arcate originarie.

## Descrizione
Il complesso, facente parte dell'Azienda ospedaliera San Giovanni Addolorata, si estende su via Merulana fino alle pertinenze della chiesa dei Santi Marcellino e Pietro al Laterano e su via di San Giovanni in Laterano, occupando una parte della scomparsa Villa D'Aste. La facciata sulla piazza di San Giovanni in Laterano si presenta con la parte centrale, corrispondente alla corsia, scandita da lesene, leggermente avanzata e suddivisa in due ordini. Quello inferiore presenta un portale inquadrato, con quattro gradini, sormontato da una finestra ad arco; ai lati due finestroni con inferriata sormontano due finestrelle. Le parti laterali della facciata mostrano due piani di due finestre ciascuno e sono terminate dal cornicione che, nella parte centrale, funge da marcapiano per l'ordine superiore. Questo presenta un solo finestrone rettangolare centrale e termina con un timpano, al cui centro c'è un'immagine del Salvatore.
Scendendo per la via di San Giovanni in Laterano si incontrano, al n 153, l'ingresso dell'antico cimitero dell'ospedale, costituito da un piccolo cancello sormontato da un architrave e da un timpano curvilineo con lo stemma di Pio VII Chiaramonti ed epigrafe dei restauri. A sinistra si intravede l'abside della chiesa di Santa Maria delle Grazie, una volta cappella dell'Ospedale, ora camera mortuaria.